# Echinopsis coronata
Echinopsis coronata là một loài thực vật có hoa trong họ Cactaceae. Loài này được Cárdenas mô tả khoa học đầu tiên năm 1957.